# Złotniki Lubańskie
Złotniki Lubańskie (niem. Goldentraum) – wieś (dawniej miasto) w Polsce położona w województwie dolnośląskim, w powiecie lubańskim, w gminie Leśna, nad rzeką Kwisą.

## Historia

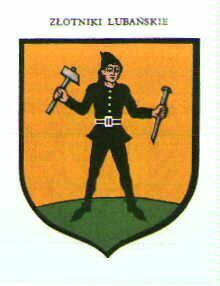
Nieoficjalny herb wsi Złotniki Lubańskie

Eksploatajcę złota rozpoczęto w rejonie miasta około 1654. Christophe von Nostitz (magnat z zamku Czocha) otrzymał w 1662 lub w 1672 od elektora saskiego Jana Jerzego II przywilej lokacji osady targowej, która otrzymała nazwę Nowe Miastko (niem. Neustädtel). Legenda mówi, że możnowładca dostał we śnie wiadomość od Boga, który poruszony biedą i chorobami mieszkańców wskazał mu, gdzie zalega w ziemi złoto. W 1677 miejscowość założona na surowym korzeniu otrzymała prawa miasta górniczego wraz z nową nazwą Złoty Sen (niem. Goldentraum). Rozplanowanie miasta było zgodne z renesansowymi zasadami urbanistycznymi, z centralnie umieszczonym rynkiem o wymiarach 85 × 90 metrów. Na środku rynku zlokalizowano ratusz. Cztery ulice wychodziły ze środków poszczególnych pierzei, a nie z narożników. Na rynku zbudowano studnię miejską, ale samego placu nigdy nie wybrukowano i do czasów obecnych porośnięty jest trawą. W mieście funkcjonowała szkoła ewangelicka oraz ludowa.

Rudy złota wyczerpały się stosunkowo szybko, co sprawiło, że miasto przestało się rozwijać, a zabudowa nie wyszła poza strefę rynkową. Ludność miasta zajęła się tkactwem i rolnictwem. Prawa miejskie zostały Złotnikom odebrane w 1815 lub 1834. W 1825 zabudowę miasta stanowiło 97 drewnianych domów z 68 warsztatami tkackimi. W 1827 stanął w okolicy drewniany wiatrak koźlak (w 1870 przeniesiony w okolice Bolkowa, w 1920 przywrócony na dawne miejsce w formie paltraka, w latach 1947–1976 pracujący jako młyn elektryczny, potem spłonął).

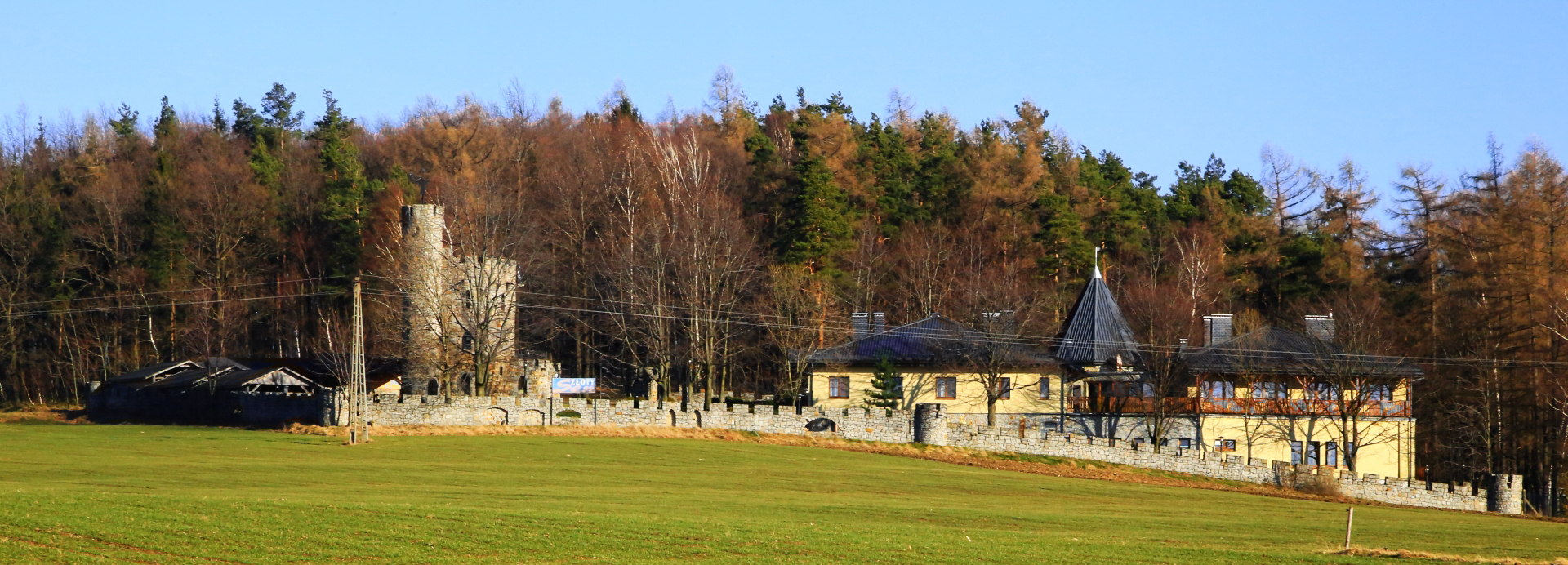
Baszta Złotnicka przy ośrodku wypoczynkowym nad Jeziorem Złotnickim

27 sierpnia 1834 pożar pochłonął 56 budynków, dwanaście stodół, kościół, szkołę i ratusz – była to większość zabudowy miejscowości. Budynki przy rynku odbudowano dzięki pomocy mieszczan Leśnej i króla pruskiego w formie murowanej i bardzo prostej, bez ozdób, z kamiennymi opaskami okiennymi. Bardziej wybujałą formę miał tylko ratusz. Murowany kościół św. Józefa Oblata z 1685 (w 1694 podlegał luterańskiemu duchownemu ze Stankowic, a od ok. 1700 złotnickiemu duchownemu, dziś katolicki kościół filialny) również całkowicie spłonął. Odbudowano go w latach 1835–1839. W 1707 powstała okrągła, kamienna szubienica, na miejscu starszej, drewnianej (być może pochodzącej z około 1200, ale data ta jest bardzo wątpliwa). W latach 1971–1975 przebudowano ją na imitację zameczku w ramach centrum konferencyjno-wypoczynkowego.
Atrakcyjne położenie na Pogórzu Izerskim sprawiło, że zaczęła się tu rozwijać turystyka, zwłaszcza po wybudowaniu w latach 1919–1924 zapory na Kwisie i jeziora Złotnickiego. Powstały kwatery dla letników, dwie gospody i schronisko młodzieżowe dla dziewcząt. Nad brzegiem jeziora ulokowano młodzieżowy ośrodek wodny z przystaniami i kąpieliskami. Uruchomiono też kursy łodzi motorowej i niewielkich statków wycieczkowych.
Po zakończeniu II wojny światowej nastąpiła w mieście całkowita wymiana ludności – przybyli tu osadnicy z centralnej Polski i wschodnich kresów II Rzeczypospolitej, głównie trudniący się rolnictwem. Miejscowość straciła funkcje turystyczną aż do lat 70. XX wieku, kiedy to jeziorem Złotnickim zainteresowały się różnorakie zakłady przemysłowe, lokując tu swe zaplecze wypoczynkowe, kempingi, wypożyczalnie sprzętu wodnego i gastronomię. Cała ta infrastruktura została jednak umieszczona poza starym miastem. W latach 1945–1954 wieś znajdowała się w gminie Biedrzychowice. W latach 1975–1998 administracyjnie należała do województwa jeleniogórskiego.
W 2009 dawne miasto liczyło 214 mieszkańców. Remonty budynków prowadzone są wyłącznie na własną rękę przez mieszkańców, ratusz pozostaje w ruinie, a kościół jest w złym stanie technicznym, mimo że po wojnie został mu nadany nowy wystrój, gdyż stary nie ocalał. W 2006 jedna z kamienic została przerobiona na remizę ze środków unijnych. W 2019 w ruinie dawnego ratusza zginął penetrujący ją człowiek.

## Otoczenie
W pobliżu miejscowości znajduje się Zamek Czocha.

## Zabytki
Do wojewódzkiego rejestru zabytków wpisany jest:
- obręb starego miasta, z 1672 r.